# 李俊錫
李 俊錫（イ・ジュンソク、韓国語: 이준석，1985年3月31日 - ）は、韓国の政治家、実業家。第22代韓国国会議員（1期）、改革新党・第21代大統領選挙候補。
元国民の力・改革新党代表（党首）。国民の力代表に就任する2021年6月まで国政経験はなかった。メディアではtvNの『The Genius』に出演したことがある。学びを共有する人々創立者。

## 来歴
1985年、ソウル特別市生まれ。本貫は広州李氏。2003年にソウル科学高等学校を卒業後、アメリカ合衆国に渡り2007年にハーバード大学の経済学、コンピュータサイエンスの学士を取得した。
ベンチャー企業を経営していた2011年、26歳の時にセヌリ党の非常対策委員長だった朴槿恵より委員に抜擢され、2014年には党改革のための革新委員長に就任。2016年12月に朴槿恵は大統領を弾劾訴追され、その後は保守系政党の分裂と再編に伴って正しい政党、正しい未来党、国民の力と渡り歩き、特に正しい未来党と未来統合党（国民の力の旧称）では最高委員を務めた。
2021年5月に党代表選挙に出馬表明。その時点で国会議員選挙に芦原区丙選挙区から3回出馬し当選経験はなかったが、SNSでの発信力が高いほか、メディアでの歯切れの良さで知名度が高かったほか、政治に対する刷新を求める声も追い風とし予想以上の支持を集めた。5月28日の予備選挙では羅卿瑗、朱豪英院内代表ら有力候補を抑え1位で本戦に進出し、党員らによる投票と世論調査の結果を合わせた結果、6月11日の党大会で国民の力代表に当選した。36歳での就任であり、韓国の主要政党では憲政史上初の30代の代表となった。
2022年3月9日に執行された第20代大統領選挙には36歳のため出馬できなかった。
2021年7月8日、ソウル市内で相星孝一・駐韓日本大使と面会した際、自身のトレードマークである「90度の深いお辞儀」をしなかった。これについて9日に出演したラジオ番組で「普段より意識的に頭を下げなかった」とし、「私が90度のお辞儀をよくするので、党の役員から『日本大使に会うときは少しだけ（下げるよう）にして』と言われていた」と説明した。
李が過去に性接待を受けた後に証拠隠滅を教唆したとする疑惑に対し、国民の力の党員倫理委員会は2022年7月7日、内部規定により党員として品位維持義務を守らなかったという理由で党員権を6ヶ月停止するという懲戒処分を議決した。これにより李は党代表としての職務執行権限を停止され、国会議員の権性東が党代表代行を務めることとなったが、李は倫理委による懲戒処分を不服とした。8月9日、朱豪英が党非常対策委員長に任命され、李は代表から解任された。李は委員長任命に関する手続きの効力停止を求める仮処分を申請し、8月26日にソウル南部地裁は朱の職務執行を停止する仮処分決定を下した。その後、国民の力は党の綱領を改正し、9月8日に鄭鎮碩を委員長とする非常事態対策員会を発足させ、李はこれに対しても党全国委員会における議決の効力停止を求める仮処分申請をソウル南部地裁に行ったものの、選出の過程に瑕疵はないとして10月6日に却下された。
2022年10月7日、国民の力の中央倫理委員会は李が尹錫悦大統領を羊頭狗肉、新軍部などと罵倒したことによる追加懲戒を審議した結果、党員資格停止を1年追加する懲戒処分を決定し、党代表としての任期満了を迎える2023年6月までに復帰できなくなることが確定したほか、2024年4月に実施される総選挙へ党の公認候補として立候補することも事実上困難となった。
一方で、李は自分に対する性接待疑惑は虚偽であると主張し、これを暴露したYouTubeチャンネル関係者を名誉毀損の容疑で告訴したが、逆に虚偽告訴の容疑で告発された。しかし、検察は、李が性的接待を受けたという証拠は存在しないと判断し、嫌疑なしとして不起訴処分とした。また、党内処分の直接的な根拠となった証拠隠滅教唆の疑いについても、警察は「隠滅された」とされた証拠自体が当初から存在していなかったと結論づけ、検察に事件を送致しないことを決定した。これにより、性接待および証拠隠滅教唆に関する疑惑は事実無根であることが明らかとなり、李に対する党内処分の正当性も失われた。
李が党員倫理委員会の懲戒処分を受け、その後党内の対立で非常対策委員会が発足して欠員になった国民の力代表の空席を埋めるために実施される2023年3月8日の国民の力全党大会で、李は自分が党代表時代に党報道官の座に任命した経歴があったり、自分と政治的に親交があると評価される党代表および最高委員選挙出馬者のために活動したが、投票の結果、1人の当選者も出せず、李俊錫の限界を見せた全党大会選挙だったという評価が大多数である。
以後、前回の全党大会当時、李自身の肩を持った地域政治家が活動する全羅南道順天地域に都落ちし、2023年7月まで地域青少年たちに勉強を教えるボランティア活動をし、2023年8月からソウルに上京し、自身と親しい政治家たちとYouTubeチャンネルを開設して活動している。
2023年9月5日、李俊錫と政治的葛藤を起こしてきた尹錫悦大統領が政界入門前から自身を否定的に評価していた録音が親民主党指向YouTuberを通じて単独報道されたが、これに対して李は自身のSNSに「数多くの非常識な状況が作動する瞬間だった」と評価し、尹錫悦大統領側に立った国民の力主流政治家たちに向かって「今後これ以上あなたたちを悪口しない」というコメントを残した。
2023年10月以降、李はマスコミを通じて公開的に尹錫悦大統領と国民の力の主流である親尹錫悦系政治家に向かって「あなたたちが変わらなければ、私は2023年末以降、国民の力を離れて新党を結成する」というメッセージを送っており、2024年の第22代総選挙を控えて韓国の保守与党が弾劾事態以後、再び分裂するかどうかが韓国政界の関心事になっている。
2023年11月7日、汝矣島の某食堂で李俊錫が安哲秀と口論をした事実がマスコミに報道された。これに対して李は、「自信もない席で自分に対する悪口を食事もできないほど安哲秀議員が記者団に続けていたので、これを制止しようとしただけだ」と釈明し、安哲秀は自分たち側で李俊錫の国民の力党除名運動を展開してきたこともあり、李俊錫側が自分たちに対する感情が良くないかもしれないが、公の場で李俊錫がそのような行動をしたのは誤りだという立場を明らかにした。
2023年12月27日、ソウル市芦原区のあるカルビ屋で国民の力を離党し、新党の「改革新党」（仮称）を結成することを発表した。2024年1月20日に国会議員会館で結党大会が開催され、改革新党が正式に発足し、李は初代党代表に選出された。
2024年の第22代総選挙では京畿道の華城市乙選挙区からの出馬を表明した。投開票の結果、当選した。当選後は改革新党が野党だと発言し、国民の力との連携を否定した。なお、改革新党の国会議員当選者は全員1980年代生まれであり、当選者がある諸政党の中で平均年齢が最も若い。
尹錫悦の罷免前である2025年3月18日、改革新党は李を大統領選挙の候補に選出した。

## 人物
- 2021年、尊敬する政治家について朝日新聞とのインタビューの中で触れ、朴正熙元大統領を挙げている[34]。
- 2024年の国会議員当選までは3回落選したため、「マ3重」（マイナス3選重鎮）というあだ名を得た。しかし、2024年の総選挙での共に民主党の強勢選挙区からの当選により、評価は一躍大統領候補者級になった[6]。

## エピソード
- 党代表職退任後は尹錫悦大統領側から駐イタリア大使の職位を提案されたが、断った[35]。
- セウォル号の船長と同姓同名であり（漢字まで同じかどうかは不明）、このことを2022年初に秋美愛に揶揄されたことがある[36]。

## 選挙歴
| 当落 | 選挙               | 執行日        | 年齢 | 選挙区         | 政党         | 得票数      | 得票率 | 定数 | 得票順位 /候補者数 | 政党内比例順位 /政党当選者数 |
| ---- | ------------------ | ------------- | ---- | -------------- | ------------ | ----------- | ------ | ---- | ------------------ | ---------------------------- |
| 落   | 第20代総選挙       | 2016年4月13日 | 31   | 蘆原区丙選挙区 | セヌリ党     | 3万2285票   | 31.32% | 1    | 2/6                | /                            |
| 落   | 国会議員再補欠選挙 | 2018年6月13日 | 33   | 蘆原区丙選挙区 | 正しい未来党 | 2万5001票   | 27.23% | 1    | 2/5                | /                            |
| 落   | 第21代総選挙       | 2020年4月15日 | 35   | 蘆原区丙選挙区 | 未来統合党   | 4万6373票   | 44.36% | 1    | 2/5                | /                            |
| 当   | 第22代総選挙       | 2024年4月10日 | 39   | 華城市乙選挙区 | 改革新党     | 5万1856票   | 42.41% | 1    | 1/3                | /                            |
| 落   | 第21代大統領選挙   | 2025年6月3日  | 40   |                | 改革新党     | 291万7523票 | 8.34%  | 1    | 3/5                | /                            |